# Vsinger

Vsinger（ブイシンガー）は、上海禾念（上海禾念信息科技有限公司）が発売している同名VOCALOIDシリーズに登場する架空のシンガーの呼称である。

## 概要
VocaroidのVとSingerを合わせた造語で、2022年1月にShanghai Jinyi Trading Co.Ltd.が中国で商標を登録している。
2016年に上海禾念信息科技有限公司が発売した同名VOCALOIDシリーズの架空の歌手、歌手のグループにつけられた名称で、商品の説明にもある。

## バーチャルYouTuber
「Vsinger」や「Vシンガー」という語は、2018年頃から、バーチャルYouTuberのSingerという意味でも使われている。
バーチャルYouTuber事務所を運営するカバーは、2020年11月30日から2021年1月29日に行ったオーディションに「VSinger」の語を使用している。
2022年11月11日に定額制音楽ストリーミングサービスで配信を開始したバーチャルYouTuber7名によるコンピレーションアルバム『V-TUNE 〜ANISON〜』は、宣伝にあたって「Vシンガー」の語を使用している。